# Juan Bonafé

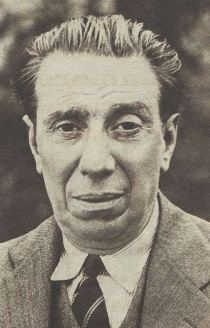
Juan Bonafé en 1932.

Juan Bonafé y Sansó (Palma, Mallorca, 18 de junio de 1875-Madrid, 1 de enero de 1940) fue un actor teatral especializado en papeles cómicos.

## Biografía

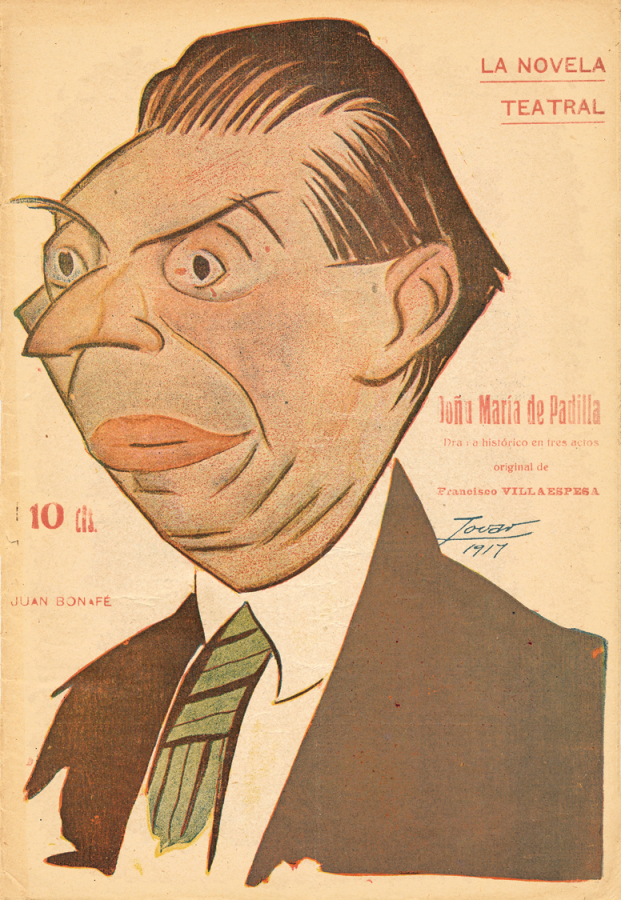
Caricaturizado por Tovar para un número de La Novela Teatral (1917)

Siendo aún muy joven se traslada a Madrid e inicia su carrera artística. Debutó en el Teatro de la Comedia con la obra Juan José, de Joaquín Dicenta. Tras una estancia de un año en Londres, se unió a la compañía de Antonio Vico y posteriormente a la de Miguel Muñoz; y más tarde, entre 1923 y 1929 formó compañía con la actriz Irene Alba. Con Eugenia Zuffoli inauguró el Teatro Fígaro en 1931. Junto con José Balaguer realizó una larga gira por Argentina. Tras la guerra civil española fue contratado por la empresa Trujillo.  
Interpretó obras de los hermanos Álvarez Quintero, Carlos Arniches y Pedro Muñoz Seca, siendo considerado uno de los característicos o actores cómicos más populares de su época, especializándose en el papel de “fresco”. Entre las obras que estrenó, pueden mencionarse La escuela de las princesas (1909), Mi papá (1910), Genio y figura (1910), El orgullo de Albacete (1913), La propia estimación (1915), El rayo (1917), La venganza de Don Mendo (1918), en el papel de Don Mendo, Que viene mi marido (1918), Los caciques (1920), Los chatos (1924), Doña Tufitos (1926), Don Elemento (1927), Juan de las Viñas (1931), La plasmatoria (1935), Cuatro corazones con freno y marcha atrás (1936).
Fallecido en 1940, fue padre del pintor Juan Bonafé Bourguignon.